# Henryk Szuman i towarzysze
Henryk Szuman i 70 towarzyszy – Słudzy Boży II procesu beatyfikacyjnego drugiej grupy polskich męczenników z okresu II wojny światowej, grupa ofiar nienawiści do wiary (łac. in odium fidei) – duchownych Kościoła katolickiego i wiernych świeckich.

## Historia
W czasach funkcjonowania systemów totalitarnych (m.in. komunizmu w ZSRR, Chinach, Kambodży czy narodowego socjalizmu w III Rzeszy) losy ludzi oddających życie w imię najwyższych wartości, aż do męczeńskiej śmierć broniący wyznawanej wiary, w Kościele katolickim analizuje się, a będących podmiotem kultu, którzy są wzorem dla wiernych beatyfikuje i kanonizuje.
Z szacowanych dwóch tysięcy ośmiuset duchownych ofiar planowo realizowanej eksterminacji duchowieństwa, konieczny warunek „sławy męczeństwa”, rozumiany jako początkujące i podtrzymujące kult uznanie przez wiernych dla świętości życia i męczeństwa Sługi Bożego, spełniają włączeni do rozpoczętych na początku lat 90 starań o wszczęcie procesu beatyfikacyjnego męczenników za wiarę z okresu II wojny światowej.
Do siedemnastu ofiar niemieckiego terroru pochodzących z diecezji pelplińskiej (z obszaru dawnej diecezji chełmińskiej), decyzją Konferencji Episkopatu Polski wydaną 15 marca 2001 roku na 301 zebraniu plenarnym dołączono sto pięć osób zamordowanych na terenach diecezji Polski, Niemiec, Austrii i Białorusi.
Uroczysta sesja Pelplińskiego Trybunału Kanonizacyjnego odbyła się 29 września 1994, a 17 września 2003 w Warszawie przeprowadzono pierwszą sesję procesu beatyfikacyjnego stu dwudziestu dwóch męczenników. Na podstawie uzyskanego dokumentu Nihil obstat rozpoczęto prowadzenie procesu beatyfikacyjnego: Pelplinen. Beatificationis seu Declarationis Martyrii Servorum Dei Henrici Szuman Sacerdotis Dioecesani et CXXI Sociorum, Sacerdotum Diocesanorum, Religiosorum et Religiosarum, Christifidelium Laicorum et Laicarum in odium Fidei, uti fertur, interfectorum..
24 maja 2011 w Pelplinie uroczyście zakończył się etap diecezjalny, a wszystkie dokumenty przesłano do Kongregacji Spraw Kanonizacyjnych w Rzymie.
Poniższa tabela przedstawia imiona i nazwiska Sług Bożych objętych procesem beatyfikacyjnym.
| Imię i nazwisko                      | Data urodzenia | Data śmierci | Miejsce urodzenia      | Miejsce śmierci          | Zgromadzenie zakonne/diecezja   |
| ------------------------------------ | -------------- | ------------ | ---------------------- | ------------------------ | ------------------------------- |
| ks. prałat Henryk Szuman             | 1882           | 1939         | Toruń                  | Fordon                   | Pelplin                         |
| ks. Adam Małuszyński                 | 1898           | 1945         | Siechów k. Lwowa       | Mittelbau-Dora           | CM                              |
| o. Alojzy Maciej Poprawa             | 1893           | 1942         | Kraków                 | KL Dachau                | Kameduł                         |
| ks. Anastazy Kręcki                  | 1888           | 1939         | Czyczkowy              | Piaśnica                 | Pelplin                         |
| ks. Antoni Arasmus                   | 1894           | 1939         | Skórcz                 | Kartuzy                  | Pelplin                         |
| ks. Antoni Tworek                    | 1897           | 1942         | Łoniów                 | KL Dachau                | Sandomierz                      |
| kleryk Bernard Jaruszewski           | 1916           | 1945         | Toruń                  | Mauthausen-Gusen         | Pelplin                         |
| ks. Bernard Łosiński                 | 1865           | 1940         | Wiele                  | Sachsenhausen            | Pelplin                         |
| ks. Błażej Nowosad                   | 1903           | 1943         | Siemnice               | Potok Górny              | Zamość-Lubaczów                 |
| kleryk Bronisław Kowalski            | 1917           | 1940         | Wielki Łęck            | Mauthausen-Gusen         | Werbista                        |
| o. Cherubin Walenty Kozik            | 1906           | 1942         | Luborzyca              | Hartheim                 | Kameduł                         |
| ks. Cyryl Karczyński                 | 1884           | 1940         | Pelplin                | Sachsenhausen            | Pelplin                         |
| kleryk nowicjusz Czesław Golak       | 1919           | 1941         | Fabianowo              | Mauthausen-Gusen         | Werbista                        |
| ks. Dominik Kaczyński                | 1886           | 1942         | Wieruszów              | KL Dachau                | Łódź                            |
| ks. Edmund Kałas                     | 1899           | 1943         | Wierzchucin Królewski  | Mauthausen-Gusen         | Misjonarz Świętej Rodziny       |
| ks. Edmund Roszczynialski            | 1888           | 1939         | Łężyce                 | Cewice                   | Pelplin                         |
| o. Euzebiusz Huchracki               | 1885           | 1942         | Katowice               | Hartheim                 | Franciszkanin                   |
| ks. Ferdynand Machay                 | 1914           | 1940         | Jabłonka               | Nowy Wiśnicz             | Oratorium Świętego Filipa Nerii |
| kleryk nowicjusz Florian Białka      | 1918           | 1940         | Lubichowo              | Mauthausen-Gusen         | Werbista                        |
| ks. Franciszek Bryja                 | 1910           | 1942         | Rajcza                 | KL Dachau                | SAC                             |
| ks. Franciszek Kilian                | 1895           | 1942         | Zawada                 | KL Auschwitz             | SAC                             |
| ks. Franciszek Nogalski              | 1911           | 1939         | Wąbrzeźno              | Rudzki Most              | Pelplin                         |
| s. Hiacynta Lula                     | 1915           | 1943         | Czeluśnica             | KL Auschwitz             | Służebniczka Starowiejska       |
| ks. Hieronim Gintrowski              | 1878           | 1939         | Czempiń                | Las Gdański              | CM                              |
| Ignacy Trenda                        | 1882           | 1939         | Ślęzany                | Lelów                    | wierny świecki Kielce           |
| kleryk Jan Garczyński                | 1914           | 1941         | Mogilno                | KL Dachau                | Werbista                        |
| ks. Jan Hamerski                     | 1880           | 1939         | Brusy                  | Tryszczyn                | Pelplin                         |
| ks. Jan Jędrykowski                  | 1899           | 1942         | Słomniki               | KL Dachau                | CM                              |
| ks. Jan Lesiński                     | 1908           | 1940         | Słup                   | KL Stutthof              | Pelplin                         |
| ks. Jan Chryzostom Michałkowski      | 1914           | 1943         | Jerka                  | Mittelbau-Dora           | Oratorium Świętego Filipa Nerii |
| ks. Jan Siuzdak                      | 1898           | 1942         | Hucisko                | KL Dachau                | Przemyśl                        |
| kleryk nowicjusz Jan Stoltmann       | 1920           | 1941         | Swornegacie            | KL Dachau                | Werbista                        |
| ks. Jan Szambelańczyk                | 1907           | 1941         | Radomice               | KL Auschwitz             | SAC                             |
| ks. Jan Wagner                       | 1892           | 1939         | Piasek                 | Las Gdański              | CM                              |
| kleryk Jan Włoch                     | 1914           | 1940         | Pączewo                | Mauthausen-Gusen         | Werbista                        |
| kleryk nowicjusz Jan Wojtkowiak      | 1917           | 1940         | Bruczków               | Mauthausen-Gusen         | Werbista                        |
| ks. Józef Florko                     | 1915           | 1945         | Winniki                | Bergen-Belsen            | CM                              |
| o. Józef Huwer                       | 1895           | 1941         | Rogów                  | KL Buchenwald            | Werbista                        |
| ks. Józef Mańkowski                  | 1905           | 1939         | Wielki Komorsk         | Chojnicka Dolina Śmierci | Pelplin                         |
| ks. Józef Roskwitalski               | 1893           | 1939         | Dąbrówka               | Tczew                    | Pelplin                         |
| ks. Józef Słupina                    | 1880           | 1940         | Królewska Huta         | KL Auschwitz             | CM                              |
| kleryk Jerzy Jakowejczuk             | 1916           | 1941         | Kraków                 | Mauthausen-Gusen         | Werbista                        |
| brat Jerzy Powiertowski              | 1917           | 1944         | Warszawa               | pod Siedlcami            | Karmelita bosy                  |
| Julia Buniowska                      | 1924           | 1944         | Majdan Sieniawski      | Majdan Sieniawski        | wierna świecka Przemyśl         |
| kleryk Kazimierz Kuriański           | 1917           | 1940         | Drohobycz              | Mauthausen-Gusen         | Werbista                        |
| ks. Konstantyn Krefft                | 1867           | 1940         | Lubnia                 | KL Stutthof              | Pelplin                         |
| kleryk Leon Hirsz                    | 1917           | 1941         | Wielki Kack            | KL Dachau                | Werbista                        |
| ks. Leon Więckiewicz                 | 1914           | 1944         | Petersburg             | Gross-Rosen              | CM                              |
| ks. Marcin Tomaka                    | 1894           | 1942         | Krasne                 | KL Dachau                | Przemyśl                        |
| ks. Michał Jachimczak                | 1908           | 1941         | Słomiróg               | KL Dachau                | CM                              |
| ks. Norbert Kompalla                 | 1907           | 1942         | Orzegów                | KL Dachau                | CM                              |
| ks. Norbert Jan Pellowski            | 1903           | 1942         | Pszczółki              | KL Auschwitz             | SAC                             |
| kleryk nowicjusz Norbert Gosieniecki | 1920           | 1940         | Dusocin                | Mauthausen-Gusen         | Werbista                        |
| brat Paweł Krawczewicz               | 1907           | 1945         | Bochum                 | Ohrdruf                  | SAC                             |
| ks. Paweł Prabucki                   | 1894           | 1942         | Iwiczno                | KL Dachau                | Pelplin                         |
| o. Piotr Gołąb                       | 1888           | 1943         | Schodnia               | KL Dachau                | Werbista                        |
| ks. Piotr Sosnowski                  | 1899           | 1939         | Bielczyny              | Rudzki Most              | Pelplin                         |
| ks. Piotr Szarek                     | 1908           | 1939         | Złotniki               | Bydgoszcz                | CM                              |
| ks. Reginald Krzyżanowski            | 1894           | 1939         | Dziewierzewo           | Las Szpęgawski           | Pelplin                         |
| o. Roman Kozubek                     | 1908           | 1940         | Paniówki               | KL Sachsenhausen         | Werbista                        |
| s. Romualda Franciszka Grzanka       | 1901           | 1941         | Jamy                   | Bojanowo                 | Służebniczka Starowiejska       |
| brat Serafin Józef Zwoliński         | 1879           | 1940         | Iwanowice Włościańskie | KL Dachau                | Albertyn                        |
| kleryk nowicjusz Stanisław Kolka     | 1920           | 1940         | Gdańsk                 | Mauthausen-Gusen         | Werbista                        |
| ks. Stanisław Wiorek                 | 1912           | 1939         | Bottrop                | Bydgoszcz                | CM                              |
| kleryk Stanisław Witt                | 1918           | 1943         | Lubichowo              | KL Dachau                | Werbista                        |
| ks. Stefan Radtke                    | 1890           | 1940         | Dębogórze              | KL Sachsenhausen         | Pelplin                         |
| ks. Tadeusz Burzyński                | 1914           | 1944         | Chruślin               | Warszawa                 | Łódź                            |
| o. Teodor Drapiewski                 | 1880           | 1942         | Gacki                  | Mauthausen-Gusen         | Werbista                        |
| o. Teodor Sąsała                     | 1888           | 1940         | Szczepanowice          | KL Sachsenhausen         | Werbista                        |
| brat Wincenty Józef Wolniarski       | 1874           | 1942         | Stradów                | Hartheim                 | Albertyn                        |
| kleryk nowicjusz Władysław Osmański  | 1917           | 1942         | Radomno                | KL Dachau                | Werbista                        |

## Reorganizacja procesu
- Decyzją Dykasterii  Spraw Kanonizacyjnych z dnia 24 maja 2017 roku s. Hilaria Emilia Główczyńska została wyłączona z procesu zbiorowego. Jej proces prowadzony zostanie drogą heroiczności cnót i jako wyznawczyni.
- Na prośbę Archidiecezji Przemyskiej w  marcu 2017 roku Dykasteria Spraw kanonizacyjnych wyodrębniła  z grupy męczenników całą rodzinę Ulmów i poprowadziła ich proces osobno. Zostali beatyfikowani 10 września 2023 r. w Markowej.
- Decyzją Księży Jezuitów wyodrębniono z procesu przedstawicieli tegoż zakonu z obu prowincji. Proces beatyfikacyjny prowadzony jest obecnie pod tytułem Sprawa beatyfikacji Sług Bożych  ks. Adama Sztarka i XVI towarzyszy.
- Decyzja Księży Salezjanów z procesu wydzielono przedstawicieli tegoż Zgromadzenia z obu prowincji. Proces beatyfikacyjny prowadzony jest obecnie pod tytułem Sprawa beatyfikacji Sług Bożych ks. Jana Świerca i VIII towarzyszy.

## Źródła internetowe
- Oficjalna strona Pelplińskiego Trybunału Kanonizacyjnego